# Prenda (derecho)
La prenda es un derecho real accesorio de garantía que tiene como función accesoria el asegurar al acreedor el cumplimiento y satisfacción de un crédito pignoraticio, mediante un poder especial que se le confiere sobre la cosa pignorada. 
Es requisito esencial de la prenda, la puesta en posesión del acreedor del bien mueble ofrecido en garantía del crédito, que puede ser propiedad del deudor o de un tercero, constituyéndose así, con ese desplazamiento de la posesión, la prenda sobre el bien mueble entregado.
La prenda no otorga a quien la posee la posibilidad de venderla, puesto que la prenda solo traslada la posesión y no el dominio del bien pignorado. 
En el caso del derecho nicaragüense, cuando la deuda se encuentra en mora el acreedor puede por vía judicial pedir esta sea vendida en subasta pública, para con el dinero resultante poder cubrir la deuda. En el caso de existir un remanente una vez saldada la deuda, el remanente es propiedad del antiguo propietario de la cosa.
En España puede también efectuarse la realización (venta) del bien pignorado, por conducto notarial.
En el caso de que el deudor cumpla con las obligaciones garantizadas por la prenda, el acreedor pignoraticio deberá devolverle la posesión de la cosa dada en prenda, en el mismo estado de conservación y uso que en el que le fue entregada.

## Características
- Es voluntaria: surge entre las partes, no hay prenda legal, ni judicial.
- Es especial: se debe mencionar el importe del crédito y una designación detallada de la cosa.
- Es un derecho real; se tiene sobre la cosa sin respecto a determinada persona.
- Es un derecho mueble; se ejerce sobre bienes muebles y sobre deudas activas.
- Es indivisible.
- Es bilateral y accesorio.

En ocasiones se permite la prenda sin desplazamiento, en donde el poseedor del bien mueble no es el titular del derecho. En esos casos, para salvaguardar los derechos de terceras personas, es necesaria la inscripción en un registro público. El caso más común es el de los vehículos, ya que están registrados a nombre de su propietario en la mayoría de los casos.